# Beijing Yongshi

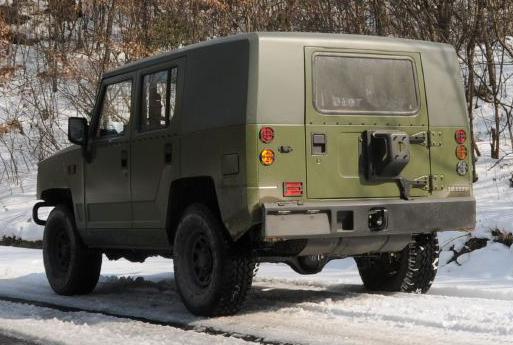
Heckansicht

Der Beijing Yongshi ist ein Geländewagen für das Militär von der Marke Beijing.

## Beschreibung
Beijing Benz-DaimlerChrysler Automotive, das Nachfolgeunternehmen der Beijing Jeep Corporation, präsentierte das Modell im Mai 2005 als Beijing BJ2S Warrior. 2006 begann die Serienproduktion. Im Juni 2007 übernahm Beijing Automobile Works die Produktion.
Genannt werden die offene Ausführung BJ 2022 JC und der Kombi BJ 2022 JLC.
Eine Quelle nennt einen Dieselmotor mit 3,2 Liter cm³ Hubraum, Turbolader und 115 PS Leistung. In einer anderen Quelle wird der Hubraum auf 3153 cm³ präzisiert, die Leistung mit 101,5 kW angegeben und Nissan als Motorenhersteller genannt. Eine weitere Quelle gibt zwei verschiedene Vierzylindermotoren an: der Ottomotor mit 2,7 Liter Hubraum leistet 110 kW und der Dieselmotor mit 3 Liter Hubraum 101,5 kW.
Das Getriebe hat fünf Gänge.
Zwei Radstände mit 2600 mm und 2800 mm stehen zur Wahl. Die Fahrzeuge sind 4490 mm bzw. 4690 mm lang, 1825 mm breit und 1950 mm bzw. 2150 mm hoch. Das Leergewicht ist mit 2005 kg bzw. 2055 kg angegeben. Die kurze Ausführung bietet Platz für fünf Personen und die lange für acht. Eine andere Quelle bestätigt die Maße, nennt aber 2120 kg und 2170 kg Leergewicht.
2008 gab es Pläne, ab 2009 eine zivile Version als B60 anzubieten.

## Zulassungszahlen in China
Eine Quelle nennt null Fahrzeuge für 2006 und 2275 für 2007.
Die älteste bekannte Zahl in einer anderen Quelle lautet 1941 Fahrzeuge für das Jahr 2009. In den Folgejahren wurden 4371, 3076, 2600 und 1409 Fahrzeuge zugelassen. 2014 wurde mit 272 Neuzulassungen ein Tiefpunkt erreicht. Danach stiegen sie wieder über 440, 483, 1021 auf 3374 im Jahre 2018. 2019 wurden 2044 Fahrzeuge zugelassen. Auch für 2020 sind Zahlen bekannt.